# Парша (хвороба людини)
Парша, також фавус (лат. favus «стільники», або tinea favosa) — це важка форма стригучого лишаю, шкірного інфекційного захворювання, спричиненого грибком-дерматофітом Trichophyton schoenleinii. Зазвичай вражає шкіру голови, але іноді зустрічається як оніхомікоз, ураження тіла чи волосся.

## Вигляд

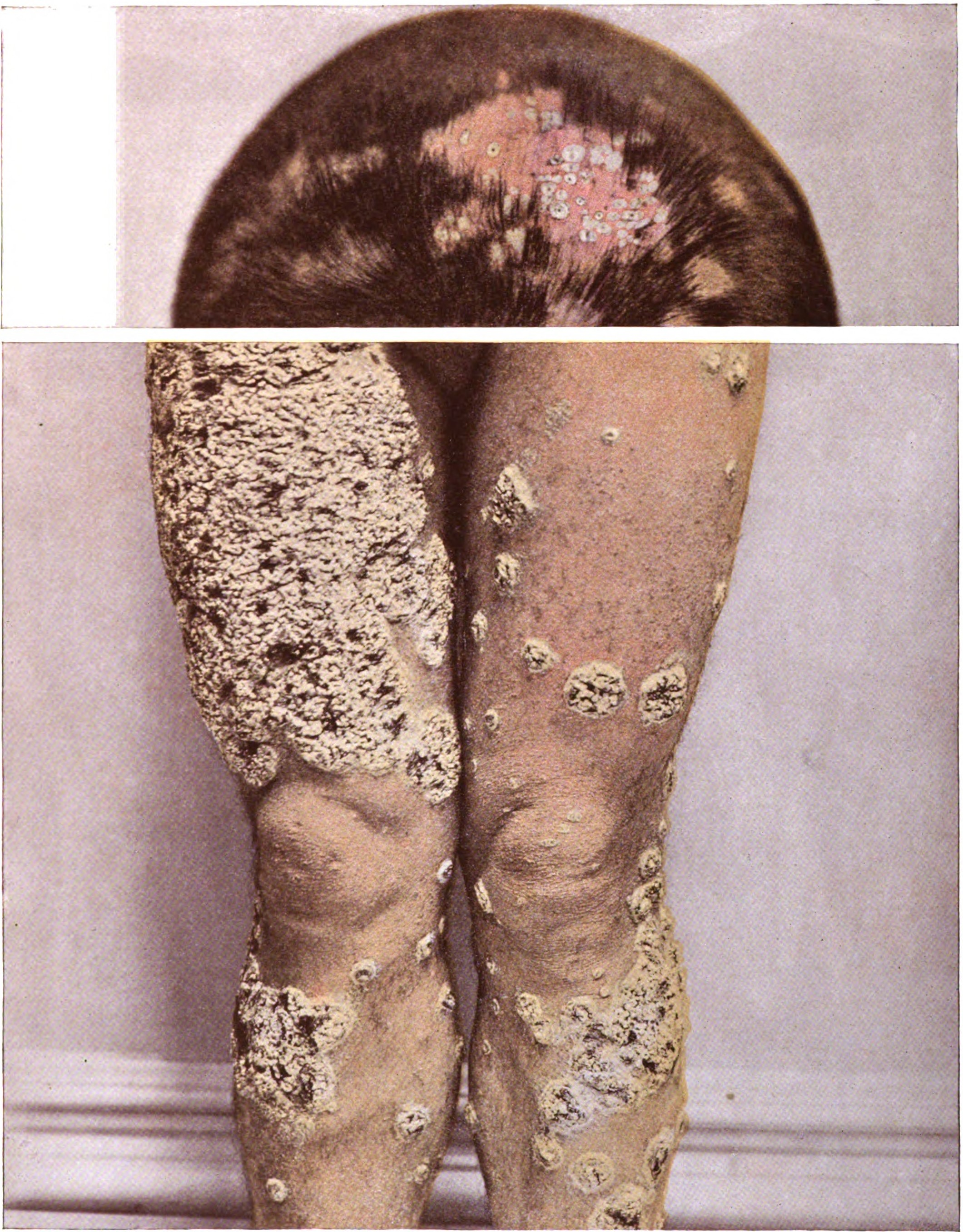
Фавус на голові і ногах

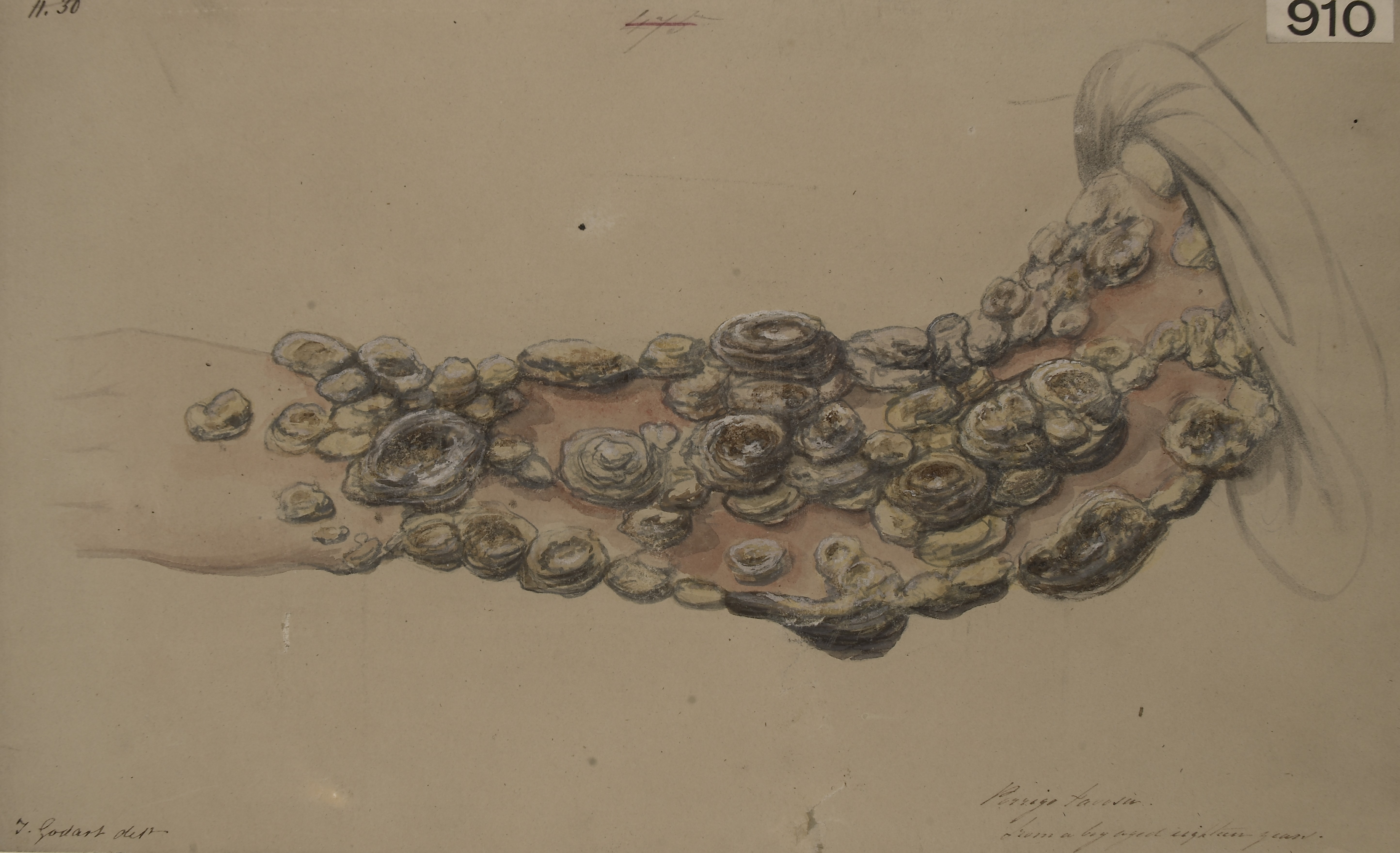
Фавус на руці

Неускладнений вигляд парші — це ряд жовтуватих круглих чашоподібних кірочок, згрупованих у вигляді сот, кожна кірка розміром приблизно з розколоту горошину, з пучком волосся в центрі. Вони збільшуються в розмірах і покриваються кіркою, так що характерне ураження шкіри можна побачити лише навколо краю струпа. Часто присутній мишачий запах. Ріст триває кілька місяців, далі струп зникає, залишаючи блискучу голу ділянку без волосся. Захворювання носить хронічний характер, триває від десяти до двадцяти років. Воно викликане грибком, і патологічно є реакцією тканин на грибковий наріст. 

## Відкриття виду грибка
Фавус — перше грибкове захворювання людини, у якому був точно ідентифікований гриб (Йоганном Шенлейном у 1839 р.). Відкриття було опубліковано в короткій замітці з двадцяти рядків в Müllers Archiv за той рік (стор. 82).  У 1841 році французький лікар угорського походження Давид Грубі, незалежно від Шенлейна описав фавус, пов'язаний із грибком. Пізніше Роберт Ремак назвав цей гриб Achorion schoenleinii на честь його першовідкривача.
У 1892 році Пол Герсон Унна описав два додаткових «види» гриба: Favus griseus і Favus sulphureus celerior.  Це було до того, як вчені почали чітко розрізняти хвороби і їх збудників, тож ці неоднозначні назви, що походять від хвороб, наразі не використовуються ні в мікології, ні в дерматології.

## Лікування
Аж до появи сучасних методів лікування фавус був широко поширений у всьому світі; до того, як Шенлейн визначив це захворювання як грибкове, його часто плутали з хворобою Гансена, більш відомою як проказа, й уражених європейців інколи відправляли у лепрозорій.
Через високу сприйнятливість цього виду грибка до протигрибкового препарату гризеофульвіну, хворобу було ліквідовано у більшості частин світу, за винятком сільської місцевості Центральної Азії та розрізнених сільських районів Африки. В основному ця хвороба пов'язана з демографічною бідністю та ізоляцією, але вона настільки легко піддається лікуванню, що входить до числа хвороб, які, найімовірніше, усуне сучасна медицина.